# Литература абсурда
Литература абсурда (от лат. ab surdus — «от глухого (ответ глухого)», «нестройный, нелепый») — особый стиль написания текста, для которого характерны подчёркнутое отсутствие причинно-следственных связей, гротескная демонстрация нелепости и бессмысленности человеческого бытия.
Для литературы абсурда характерны демонстрация бессмысленности, парадоксальности, нелепости и даже комизма привычных жизненных условностей, правил и законов, при помощи игры логическими значениями, описаний механистичности, бесцельности существования человека, обличения недопонимания между отдельной личностью и обществом. Возможны и другие способы выражения. Литература абсурда затрагивает самые разные сферы и проблемы: психология, социум, кризис духовности, культурные ценности, тоталитаризм государства как такового, онтология внутреннего и не связанного с надындивидуальным или идеальным.

## История
Одним из значительных представителей литературы абсурда является Николай Гоголь, оказавший заметное влияние на многих представителей этого жанра, структура некоторых рассказов которого больше напоминает строение снов. Эдвард Лир (1812—1888) — это важный пример писателя, работавшего в жанре литературы абсурда. Льюиса Кэролла также можно считать одним из основателей такого рода литературы.
Хорошо известными представителями литературы абсурда являются Франц Кафка, Сэмюэль Беккет и Эжен Ионеско. Философски литература абсурда наиболее близка к экзистенциализму, но её первоистоки наблюдаются ещё в творчестве Антона Чехова. Огромный вклад в литературу абсурда внёс Станислав Виткевич, считающийся предшественником театра абсурда.
Французский писатель Альбер Камю также использовал абсурд как главную движущую силу в своих произведениях. Официально считается, что только с Альбером Камю и появилось направление абсурда.
Активно использовали абсурдизм в русской литературе Обэриуты (Даниил Хармс, Александр Введенский, Николай Олейников) и их непосредственные предшественники В. В. Хлебников и С. Д. Кржижановский. В своём манифесте они заявили: «Кто мы? И почему мы?.. Мы — поэты нового мироощущения и нового искусства… В своём творчестве мы расширяем и углубляем смысл предмета и слова, но никак не разрушаем его. Конкретный предмет, очищенный от литературной и обиходной шелухи, делается достоянием искусства. В поэзии — столкновение словесных смыслов выражает этот предмет с точностью механики». Основные способы построения текста — языковые и речевые аномалии, орфографические ошибки, «пятое значение», опровержение собственных слов, фрагментарность, отсутствие логики и другие.
Среди современных авторов, пишущих в жанре абсурда, можно отметить нидерландского писателя Тоона Теллегена, а также польского драматурга и прозаика Славомира Мрожека.
Фактически, литературой абсурда являются многие литературные направления эпохи постмодерна. Не исключение — такие ответвления, как метафизический реализм, новый реализм и даже фантастика, с уходом модерна потерявшая прогрессистскую идеологическую окраску.

## Европейские и американские писатели, имеющие отношение к литературе абсурда
- Самюэль Беккет
- Станислав Виткевич
- Эжен Ионеско
- Альбер Камю
- Франц Кафка
- Льюис Кэрролл
- Славомир Мрожек
- Флэнн О’Брайен
- Тоон Теллеген
- Ролан Топор
- Макс Фриш
- Джозеф Хеллер
- Альфред Жарри

## Русские писатели, имеющие отношение к литературе абсурда
- Игорь Бахтерев
- Михаил Булгаков
- Константин Вагинов
- Александр Введенский
- Николай Гоголь
- Евгений Клюев
- Сигизмунд Кржижановский
- Владимир Набоков
- Нина Садур
- Михаил Салтыков-Щедрин
- Владимир Сорокин
- Даниил Хармс
- Велимир Хлебников
- Антон Павлович Чехов